# Scotinoecus fasciatus
Scotinoecus fasciatus là một loài nhện trong họ Hexathelidae. Loài này phân bố ở Chili en Argentinië.